# Безносов, Александр Викторович
Алекса́ндр Ви́кторович Безно́сов (31 августа 1940 — 1 марта 2020) — советский, российский учёный; доктор технических наук, профессор; Заслуженный деятель науки Российской Федерации.

## Биография
Преподавал в Нижегородском техническом университете, профессор кафедры «Атомные и тепловые станции».
Состоял членом комиссии при Губернаторе Нижегородской области по назначению стипендии имени академика Г. Разуваева и проведению ежегодного конкурса и конференций молодых учёных. Член «Ядерного общества России».

## Научная деятельность
Доктор технических наук, профессор.
Основные направления исследований:
- оборудование и технологии инновационных реакторов на быстрых нейтронах, охлаждаемых тяжёлыми жидкометаллическими теплоносителями;
- технологии перспективных термоядерных реакторов;
- технологии жидкометаллических мишенных контуров ускорительно-управляющих систем (электро-ядерных установок).

Являлся заместителем председателя двух специализированных советов по защите докторских диссертаций, соредактором журнала «Ядерная энергетика».
Подготовил 16 кандидатов наук и 12 магистров.
Автор 84 научно-технических работ и 96 авторских свидетельств и изобретений.

## Награды
- Заслуженный деятель науки Российской Федерации[1].